# Tjänstemannauppropet
Tjänstemannauppropet var ett upprop i form av ett brev upprättat av tjänstemän vid Regeringskansliet efter riksdagsvalet 2018 innan regeringsbildningen var klar. Brevet innehöll öppna frågor om vad  som vägde tyngst: lojalitetsplikten mot regeringen; eller bestämmelser om människors lika värde, skydd mot diskriminering och Regeringskansliets medarbetarpolicy.
Brevet undertecknades av 261 tjänstemän (de flesta av undertecknarna arbetade vid Utrikesdepartementet) och överlämnades till Regeringskansliets förvaltningschef den 25 september.
Den efterföljande debatten aktualiserade frågan om tjänstemannaobstruktion.

## Bakgrund
| Mellan riksdagsvalet 2014 och riksdagsvalet 2018 förändrades det politiska läget. Det var en orsak till Tjänstemannauppropets tillkomst. Bilderna visar mandatfördelningen i riksdagen vid riksdagens öppnande för respektive år. |  | Mellan riksdagsvalet 2014 och riksdagsvalet 2018 förändrades det politiska läget. Det var en orsak till Tjänstemannauppropets tillkomst. Bilderna visar mandatfördelningen i riksdagen vid riksdagens öppnande för respektive år. |
| Mellan riksdagsvalet 2014 och riksdagsvalet 2018 förändrades det politiska läget. Det var en orsak till Tjänstemannauppropets tillkomst. Bilderna visar mandatfördelningen i riksdagen vid riksdagens öppnande för respektive år. |  | |

När riksdagsvalet 2018 närmade sig och Sverigedemokraterna ökade i opinionen växte en oro bland anställda på Regeringskansliet.
Brevet från tjänstemännen tillkom efter valet, men innan statsministeromröstningen rörande förtroendet för Stefan Löfven, när det ännu var oklart hur en regering skulle kunna bildas.
Statsministeromröstningen kom att visa att riksdagen saknade stöd för Stefan Löfven som statsminister, varför han entledigades av talmannen. Regeringen Löfven I satt därefter kvar som en övergångsregering. Först 18 veckor efter riksdagsvalet, i januari 2019, kunde Regeringen Löfven I tillträda efter att en uppgörelse slutits mellan Socialdemokraterna, Centerpartiet, Miljöpartiet, och Liberalerna.

## Tillkomst

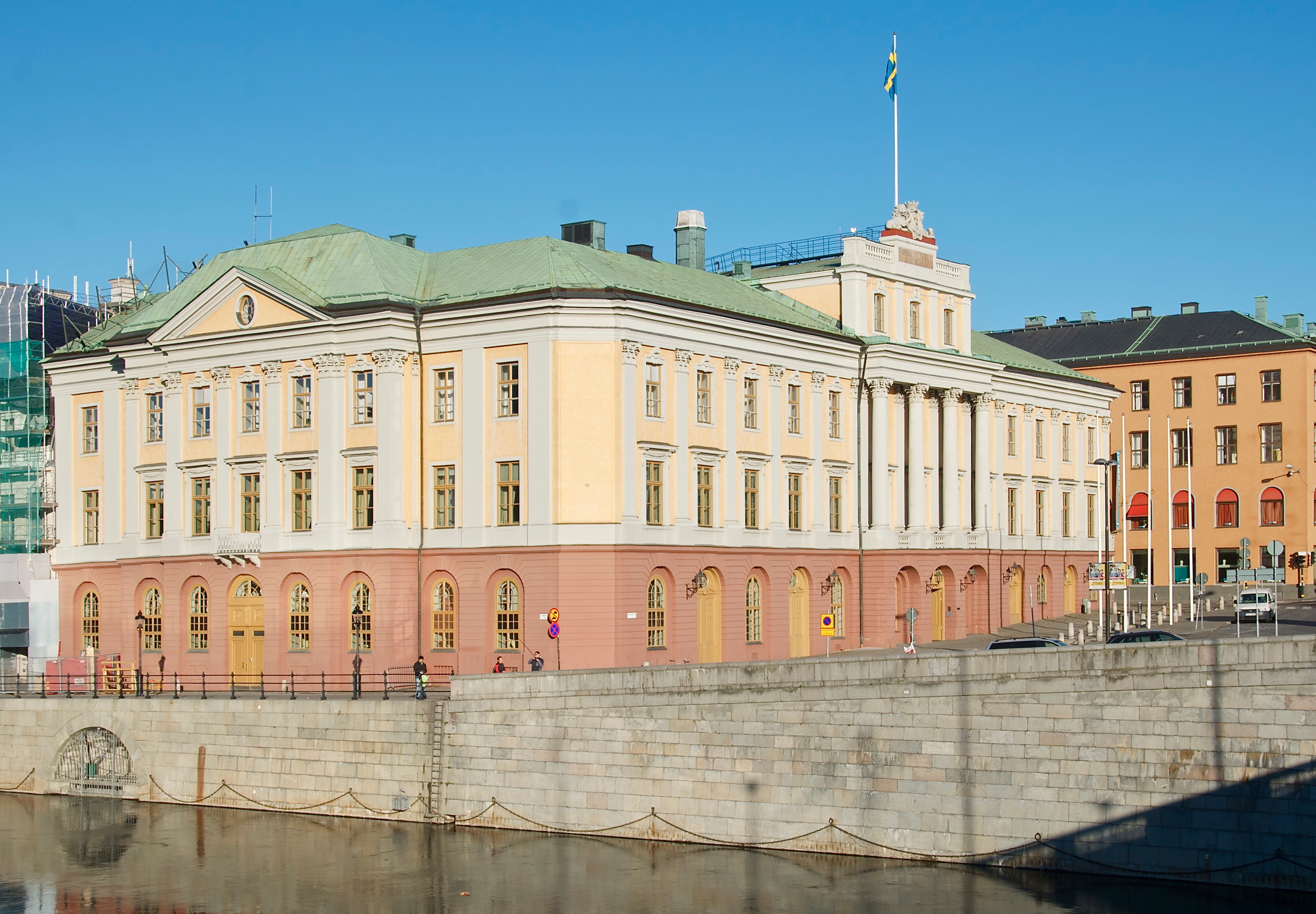
En tjänsteman vid Utrikesdepartementet organiserade 19 tjänstemän som noggrant planerade uppropet. Av de 261 som skrev under arbetade minst 192 vid Utrikesdepartementet eller vid en utlandsmyndighet.

Chefen för Utrikesdepartementets FN-enhet, en tjänsteman med nära band till Socialdemokraterna, organiserade vad organisatören kallade en "förtrupp" bestående av 19 tjänstemän vid Regeringskansliet som noggrant planerade initiativet. Flera personer i förtruppen var chefer eller högt uppsatta tjänstemän. De sammanställde en mottagarlista över 200 kolleger som de hade valt ut, varav några var vad organisatören betraktade som "influencers" på sina departement. De flesta mottagare var anställda vid Utrikesdepartementet men några arbetade vid andra departement. Organisatören tog fram ett formulär med frågor och svar till förtrupen. Detta formulär kunde konsulteras om förtruppen fick frågor från kollegor, men formuläret fick inte spridas utanför förtruppen.
Ett kansliråd utsågs att skicka mejlet under lördagen och att därefter, under den efterföljande måndagen; kl 08.00, 12.00, och vid deadline kl 15.00; skicka "uppmuntrande uppdateringar" om hur många som hade skrivit upp sig.
Vid lunchtid lördagen den 22 september 2018 skickade kanslirådet ett mejl till de 200 på mottagarlistan. Mejlet skickades på blindkopia och mottagarna kunde inte se vilka andra som hade fått mejlet men de uppmanades att bjuda in andra som kunde tänkas vara intresserade.
När kanslirådet avrapporterade till de ursprungliga undertecknarna fick det uppmuntrande svar från kabinettssekreterarens samordnare. Av de undertecknare som Dagens Nyheter kunde identifiera arbetade 192 vid Utrikesdepartementet eller vid en utlandsmyndighet.

## Innehåll
I brevet uttryckte tjänstemännen oro för hur den pågående regeringsbildningen skulle påverka deras arbete, hur det skulle påverka myndighetens värdegrund om Sverigedemokraterna utgjorde en del av regeringsunderlaget, och frågade vad som vägde tyngst: lojalitetsplikten mot regeringen; eller bestämmelser om människors lika värde, skydd mot diskriminering och Regeringskansliets medarbetarpolicy. De frågor som ställdes i det slutgiltiga mejlet var::5
| ”                                           | 1. Kan RK som arbetsgivare garantera att nästa regering eller regeringsunderlag inte kommer att urholka RK:s värdegrund och policys inom mångfald och icke-diskriminering? Står dessa policys fast oavsett regering eller regeringsunderlag? 2. Om lojalitetsplikten gentemot regeringen och arbetsgivaren RK skulle stå i konflikt med regeringsformens bestämmelse om människors lika värde, skydd mot diskriminering eller RK:s medarbetarpolicy jämte plan för lika rättigheter och möjligheter – vad har företräde? 3. Vad innebär det för tjänstemännens möjlighet att företräda Regeringskansliet, eller Sverige i utlandet, om företrädare för regeringen och/eller partier i regeringsunderlaget menar att vissa tjänstemän med hänsyn till deras bakgrund – t.ex. judar, samer eller muslimer – inte är "svenskar"? 4. Kan RK som arbetsgivare garantera att den psykosociala och övriga arbetsmiljön inte påverkas menligt för RK:s tjänstemän och andra medarbetare, ifall företrädare för regeringen och/eller partier i regeringsunderlaget menar att vissa RK-medarbetare, med hänsyn till deras bakgrund, inte är "svenskar"? | „ |
| – 261 tjänstemän i Tjänstemannauppropet, :5 | |   |

Punkt 3 och 4 i brevet troddes anspela på ett uttalande 2014 av Sverigedemokraten Björn Söder rörande minoriteter, nationstillhörighet, och medborgarskap, ett uttalande som enligt Söder själv hade missuppfattats.
Bland de som undertecknade brevet fanns, utöver vanliga tjänstemän, även chefer och ambassadörer. Enligt Dagens Nyheter var ambassadörerna högt uppsatta Åtta ambassadörer stationerade utomlands undertecknade brevet.

## Mottagande

### Tidig rapportering

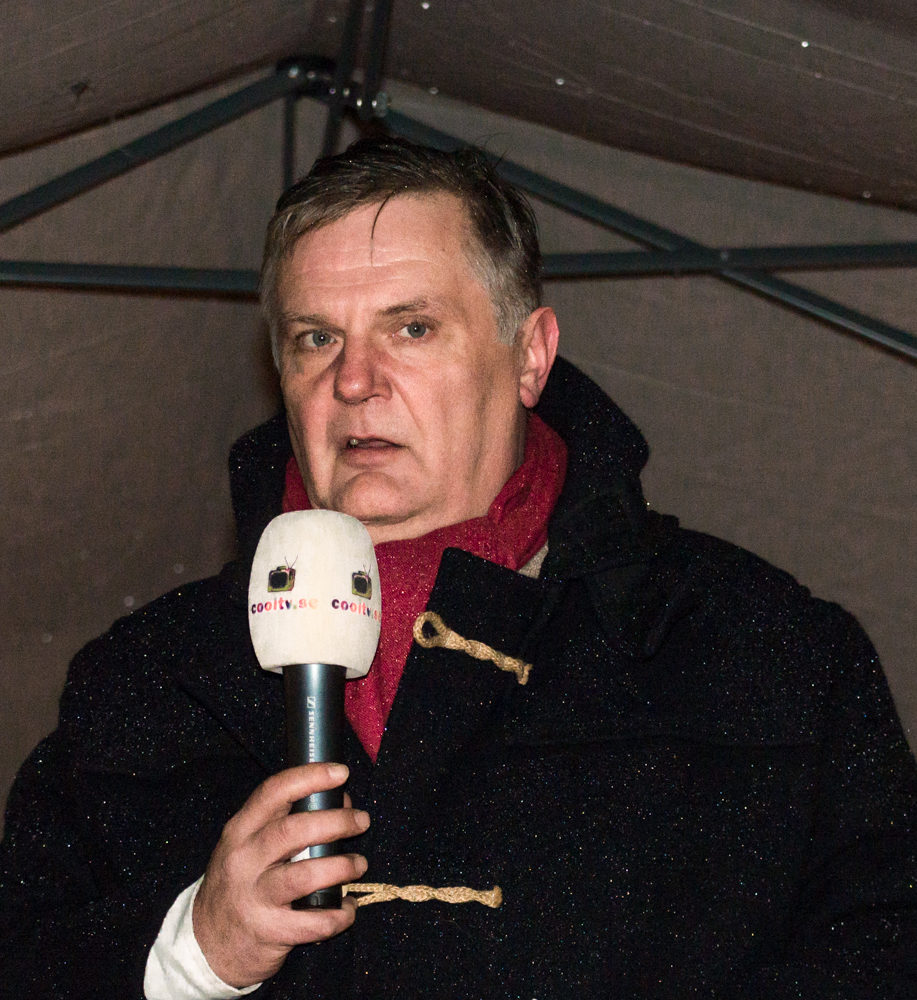
Johan Westerholm vid Ledarsidorna var den som först rapporterade om Tjänstemannauppropet.

Brevet väckte stor uppmärksamhet och debatt.
Johan Westerholm på Ledarsidorna var först att rapportera om Tjänstemannauppropet, den 25 september 2018, och noterade redan då en koppling till uppropets organisatör. Westerholm berättade 2022 att Facebook hade hindrat delning av Ledarsidornas nyhet, inte för att den var osann utan för att den ansågs stötande.
Dagens Nyheter skrev en artikel som publicerades på kvällen dagen efter, den 26 september 2018. Den 8 oktober 2018 skrev Westerholm på Ledarsidorna att uppropet hade skett "i organiserad form på arbetstid och att den även tagit fokus från de ordinarie arbetsuppgifterna" och noterade ytterligare en koppling till organisatören. Dagens Nyheter skrev en artikel den 11 oktober 2018 där de rapporterade om organiseringen och förberedelserna inför utskicken samt hur de mottogs bland tjänstemännen.
Jakob Heidbrink, universitetslektor vid juridiska institutionen vid Göteborgs universitet, skrev i Kvartal att "Det är mycket svårt att tolka dessa frågor som något annat än ett uttryck för panik över att folket röstat 'fel', ett försök från tjänstemännens sida att försöka påverka och få inflytande över den politiska processen." och att "[det är] ingen som tvingar någon att arbeta inom Regeringskansliet." Han skrev också att ett villkor för att kunna arbeta som statstjänsteman är att man kan acceptera skiftningar i arbetsgivarens ställningstaganden, även i etiska frågor, och att man måste vara medveten om att dessa skiftningar har ett demokratiskt mandat. Han skrev att frågorna i uppropet vittnade om en reaktionär motvilja mot demokratisk förändring. Om sammanblandningen av regler på olika nivåer skrev han att det "kastar tvivel över tjänstemännens lojalitet mot det demokratiska systemet."
En person på Utrikesdepartementet sade till Dagens Nyheter att denne i möten med tjänstemän vid andra departement hade fått frågor om brevet och där de undrade "vad fasen vi håller på med där borta på UD". Flera tjänstemän på Regeringskansliet var kritiska mot att skrivelsen tycktes ta ställning emot ett regeringsskifte. En tjänsteman uttryckte att den ansåg det både oförenligt med tjänstemannarollen och samtidigt naivt att tro att förvaltningschefen kunde garantera hur kommande regeringar skulle agera.
Organisatören ville till Dagens Nyheter inte kommentera hur namninsamlingen hade gått till, innehållet i mejlen, eller sin koppling till Socialdemokraterna, och tillbakavisade att det skulle vara fråga om ett upprop och sade att det istället handlade om ett internt brev med frågor om den statliga värdegrunden.
Anställda vid Regeringskansliet startade en rörelse på Facebook som tog avstånd från Tjänstemannauppropet.

### Akademiskt intresse
Två uppsatser skrevs om Tjänstemannauppropet. En uppsats, vid statsvetenskapliga institutionen vid Lunds universitet 2018, syftade till att undersöka olika idéer om tjänstemannarollen som framfördes i debatten. En uppsats, vid statsvetenskapliga institutionen Uppsala universitet 2019, undersökte motiven för tjänstemännens ställningstagande att skriva under uppropet eller inte och hur dessa motiv kunde förstås. Uppsatsen innehöll bland annat intervjuer med tre tjänstemän som hade valt att skriva under uppropet och tre som hade valt att inte skriva under.

### Senare rapportering
Fyra år senare, inför riksdagsvalet 2022, skrev Dagens Nyheter att tonläget på Regeringskansliet var annorlunda gällande ett eventuellt regeringsskifte. De tjänstemän som tillfrågades gav olika förklaringar till detta: antingen att frågorna hade retts ut, eller att det fanns en rädsla för repressalier, eller att det inte ansågs lika kontroversiellt att Sverigedemokraterna skulle utgöra en del av regeringsunderlaget. En tjänsteman sade att tystnaden internt delvis berodde på den heta debatt som följde avslöjandet 2018.
Göran Eriksson på Svenska Dagbladet skrev att de 261 som undertecknat uppropet hade åtnjutit en bättre löne- och karriärutveckling än både de som hade valt att inte skriva under och de som inte hade blivit tillfrågade att skriva under. Johan Westerholm skrev att tjänstemännen i verksamheten i teorin var opolitiska men  att de i praktiken i flera fall hade en tydlig politisk agenda.

## Fotnoter